# Jamazaki Marumi
Jamazaki Marumi (山崎 円美; Hepburn: Yamazaki Marumi) (Szaitama prefektúra, 1990. június 9. –) japán válogatott labdarúgó.

## Klub
A labdarúgást az AS Elfen Sayama FC csapatában kezdte. 38 bajnoki mérkőzésen lépett pályára és 28 gólt szerzett. 2009-ben az Albirex Niigata csapatához szerződött. 2009 és 2016 között az Albirex Niigata csapatában játszott. 101 bajnoki mérkőzésen lépett pályára és 34 gólt szerzett. 2016-ban az AC Nagano Parceiro csapatához szerződött. 2017-ben a JEF United Chiba csapatához szerződött.

## Nemzeti válogatott
2013-ban debütált a japán válogatottban. A japán válogatottban 4 mérkőzést játszott.

## Statisztika
| Japán válogatott | Japán válogatott | Japán válogatott |
| Időszak          | Mérk.            | gól              |
| ---------------- | ---------------- | ---------------- |
| 2013             | 4                | 0                |
| Összesen         | 4                | 0                |